# 国語講習所

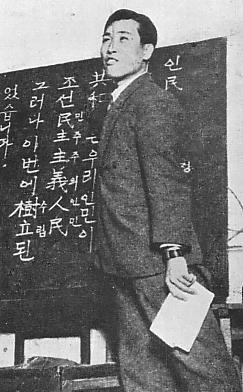
当時の教育

国語講習所（こくごこうしゅうじょ）とは、戦後在日韓国・朝鮮人が自主的に建設した朝鮮語による民族教育を行うための施設である。

## 概要
第二次世界大戦終戦後、在日韓国・朝鮮人が個人宅・あるいは公私立学校・工場を間借りしたりなどして民族教育を行った。のちに在日朝鮮人連盟によって地理・歴史・数学・理科なども含めた教育を行う施設へと発展する。現在の朝鮮学校は国語講習所をルーツとしている。